# スクアント

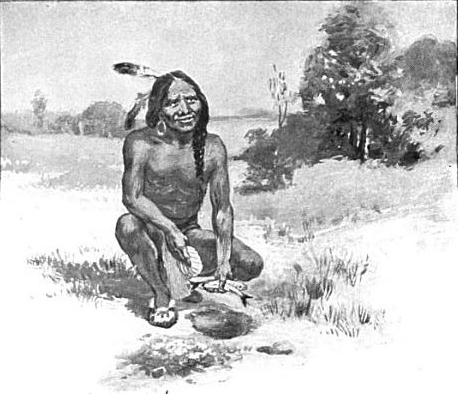
ティスクアントゥムまたはスクアント

ティスクアンタム（英語: Tisquantum、生年不明 - 1622年11月30日）はスクアント（英語: Squanto）とも呼ばれ、現在のアメリカ合衆国マサチューセッツ州に相当する地域に住むワンパノアグ族パタクセット（Patuxet）支族に属する先住民族の人であった。英語が堪能で、プリマス植民地を築いたピルグリム・ファーザーズを助けたことで知られている。  
アメリカ先住民族のスクアントも、ポカホンタスも、アメリカの子供たちの物語にしばしば登場する。　